# Generarea electricității
Generarea electricității cuprinde metodele de a produce curent electric din alte forme de energie. Electricitatea disponibilă la prize e generată predominant prin inducție electromagnetică în centrale termice, hidrocentrale și parcuri eoliene.